# Poiana Mărului
Poiana Mărului is een Roemeense gemeente in het district Brașov.
Poiana Mărului telt 3300 inwoners.